# آلکونتار
آلکونتار (به اسپانیایی: Alcóntar) دهستانی در استان آلمریای اسپانیا است.
در این دهستان ۶۴۷ نفر زندگی می‌کنند. مساحت این دهستان ۹۴٫۰۲ کیلومتر مربع است.